# Thomas Nordseth-Tiller
Thomas Nordseth-Tiller (27. november 1980 – 12. maj 2009) var en norsk manuskriptforfatter, som skrev manuskript til filmen Max Manus, der blev set og diskuteret af et bredt publikum. 

## Karriere
Han blev uddannet i Oslo, Perth og San Francisco og opnåede en bachelorgrad i film. Han vandt pitch-konkurrencen på den norske filmfestival Kosmorama i 2007 med manuskriptet Vi vil oss et land og har siden været med i andre film- og reklameprojekter. Han er medforfatter til bogen Max Manus: Film og virkelighet, der giver et indblik i, hvordan historien om modstandshelten Max Manus er blevet til en film.
Nordseth-Tiller skrev Max Manus som 25-årig som en af sine eksamensopgaver ved Academy of Art i San Francisco. Filmen blev en kæmpe kommerciel succes og har solgt næstflest biografbilletter i Norges historie (kun overgået af Bjergkøbing Grandprix).
Efter Max Manus bekendtgjorde Nordseth-Tiller, at han arbejde på et manuskript om kommunistmodstanderen Asbjørn Sunde. Men i starten af 2009 fik han konstateret kræft. Han blev indlagt på hospital i de sidste måneder af sit liv og døde den 12. maj, samme dag som Max Manus fik premiere i Sverige.